# Синдром један и по
Синдром један и по (енг. one-and-a-half syndrome” (OAHS) настаје ако лезија захвати  језгро абдуценса и интернуклеарна влакна медијалног лонгитудиналног фасцикулуса на истој страни, са парализом свих коњугованих хоризонталних покрета ока. Према томе синдром један и по карактерише коњугована хоризонтална парализа погледа у једном правцу поред контраверзне интернуклеарне офталмоплегије.
Синдром је обично узрокован једностраномном лезијом ретикуларне формације парамедијалног понса или језгра абдуценса, што доводи до парализе коњугованог погледа према страни лезије. Такође постоји прекид интернуклеарних влакана медијалног лонгитудиналног фасцикулуса након што пређе средњу линију од свог места настанка у контралатералном језгру абдуценса, узрокујући ипсилатерални дефицит очне адукције. Најчешћи узроци синдрома један и по укључују исхемијски мождани удар, демијелинизирајуће лезије, туморе и артериовенске малформације.

## Опште информације
Милер Фишер је први 1967. године описао офталмоплегије код пацијената са различитим понтинским лезијама, који је постао познат као „синдром један и по“ (OAHS). Код овог синдрома, пацијенти имају комбинацију ипсилатералне коњуговане хоризонталне парализе погледа и ипсилатералну интернуклеарну офталмоплегију (ИНО).

## Физиологија
У  хоризонталним покретима очију, постоје три главне структуре унутар дорзалног понтинског тегментума које су релевантне, а то су:
- парамедијска ретикуларна формација понса (ППРФ),
- интернуклеарна влакна медијалног лонгитудиналног фасцикулуса (МЛФ),
- језгра абдуценса.[3]

Парамедијска ретикуларна формација понса (парамедијске ретикуларне формација понса  и језгра абдуценса делују као коначни преднуклеарни и нуклеарни центри за хоризонтално кретање ока након интеграције нервних импулса из визуелних области чеоног и паријеталног режња. Стога, након покретања хоризонталног погледа, ексцитаторни неурони у оквиру парамедијске ретикуларне формација понса  пројектују ипсилатерална језгра абдуценса, која се налазе унутар коликулуса фациалиса у доњем делу понса.
Заузврат, језгра абдуценса пројектују се на два различита скупа хоризонталних влакана погледа. Прво, ипсилатерално абдуценс језгро покреће моторна влакна која контролишу ипсилатерални латерални прави мишић. Друго, језгра абдуценса такође активирају контралатерални  медијални лонгитудиналнифасцикулус, који носи скуп ексцитаторних интернеуронских влакана која се крећу на истом топографском нивоу тела њихових матичних ћелија. Ова влакна се уздижу до средњег мозга и завршавају на телима неуронских ћелија на медијалном правом делу окуломоторног нуклеарног комплекса

## Етиологија
Било која болест која узрокује понтинску лезију може објаснити налазе уочене у синдрому један и по, укључујући васкуларне, инфламаторне, трауматске, инфилтративне, демијелинизирајуће и неопластичне. Од њих, најчешће пријављивана етиологија код одраслих је васкуларна, укључујући углавном исхемијски инфаркт можданог стабла, понтинске хеморагије, анеуризме базиларне артерије и артериовенске малформације.
Демијелинизирајуће лезије (као што је мултипла склероза) и злочудни тумори можданог стабла (примарни или метастатски) укључујући глиоме, метастатски меланом, епендимом четврте коморе и астроцитом малог мозга такође могу узроковати синдром један и по. Могу се јавити (нешто ређе), заразни узроци који укључују неуроцистицеркозу, туберкуломе можданог стабла и енцефалитис можданог стабла.

## Патофизиологија
Пошто је синдром један и по комбинација ипсилатералне хоризонталне парализе погледа и ипсилатералног ИНО-а, разумевање релевантне неуроанатомије и потенцијалних локација лезија је критично. Имајући у виду пут описан раније, чини се да постоје четири могуће локације лезије које могу објаснити хоризонталну парализу погледа у синдрому један и по, укључујући:
- оштећење ипсилатералних абдуценс језгара и парамедијске ретикуларне формација понса,
- оштећење само ипсилатералних абдуценс језгара ,
- оштећење само ипсилатералног дела парамедијске ретикуларне формација понса
- оштећење ипсилатералног абдуценсног нервног корена влакна заједно са контралатералном МЛФ у случају две одвојене лезије.[3]

У случају једностраног оштећења парамедијске ретикуларне формација понса, може се уочити један од два главна налаза, у зависности од тачне локације лезије. Када се лезија парамедијске ретикуларне формација понса налази бочно у односу на језгро абдуценса, јавља се ипсилатерална парализа хоризонталног коњугованог погледа, укључујући и сакадичне и покрете очију у потрази. Упркос овој парализи, вестибуларно индуковани рефлексни хоризонтални покрети очију су очувани. Насупрот томе, када је лезија парамедијске ретикуларне формација понса на нивоу језгра абдуценса, долази до губитка свих ипсилатералних сакадичних и вољних покрета очију заједно са вестибуларно индукованим рефлексним хоризонталним покретима ока. Коначно, оштећење језгра ипсилатералног абдуценса доводи до заустављања свих ипсилатералних хоризонталних покрета очију, укључујући добровољне и рефлексне покрете.
Истовремено, и поред хоризонталне парализе погледа, лезије које укључују ипсилатерални МЛФ дуж било ког сегмента његове узлазне путање представљају ипсилатерални ИНО уочен у синдрому један и по. Осим хоризонталних покрета због конвергенције, интернуклеарни неурони медијалног лонгитудиналног фасцикулуса су потребни за било коју врсту коњугованог хоризонталног кретања. Као такав, у случају ипсилатералног ИНО-а, постоји парализа ипсилатералне адукције ока при покушају контралатералног хоризонталног погледа у комбинацији са хоризонталним трзајним нистагмусом у контралатералном абдуктивном оку.  Ипак, треба напоменути да су конвергенција, рефлексна активност констриктора зеница и вертикални покрети очију типично очувани све док лезије не захватају средњи мозак.

## Клиничка слика
Синдром један и по се манифестује ипсилатералном коњугованом хоризонталном парализом погледа и ограниченом аддукцијом ипсилатералног ока (ИНО). Ипсилатерално око обично остаје фиксирано право напред, али има смањену или никакву способност да се креће у десном или левом хоризонталном погледу. У неким случајевима, контралатерално око може бити егзотропно, са абдукционим нистагмусом током покушаја бочних покрета ока.  У синдрому један и по је очуван вертикални поглед.
Пацијенти се обично јављају са диплопијом, замагљеним видом и осцилопсијом. Неуролошки преглед може показати много различитих образаца нистагмуса, укључујући нистагмус изазвани погледом, оптимистични нистагмус, хоризонтални и ротациони ипсилатерални нистагмус погледа, спонтани контралатерални нистагмус погледа. Може доћи и до поремећаја косих девијација и конвергенције.

## Дијагноза
Дијагноза синдрома један и по се поставља комбинацијом клиничких и радиолошких налаза. 
Клинички се врши потпуни преглед очне покретљивости, укључујући процену конвергенције. Поред тога, обавља се детаљан неуролошки преглед са посебном пажњом на кранијалне нерве, јер може додатно помоћи у локализацији лезије.
Очне манифестације мијастеније гравис (МГ) могу имитирати синдром један и по (или псеудо-синдром један и по), али дефицити адукције не би били превазиђени покушајем конвергенције у мијастенији гравис. У случају сумње на мијастенију гравис  или болест штитне жлезде, тестови на мијастенију гравис антитела или тестови функције штитне жлезде могу бити од клиничког разматрања.
Коначно, да би се даље разјаснила етиологија која је у основи ових симптома, индикована је неуро-имиџинг при чему је МРИ модалитет избора за испитивање и локализацију основних лезија можданог стабла.

## Терапија
Док је главно лечење индрома један и по  усмерено на основни узрок, постоје различите интервенције за симптоматско лечење диплопије, осцилопсије или замагљеног вида у нерешеним случајевима.  Конзервативно симптоматско лечење укључује крпљење ока или оклузију једног ока за лечење диплопије. Призме се такође могу користити за минимизирање диплопије.
Иако је мало вероватно да ће обновити кретање ока, хируршка интервенција коришћењем рецесије екстраокуларног мишића и подесивих шавова може се сматрати методом избора за побољшање бинокуларног вида, држања главе и ока.
Алтернативно, пријављено је да убризгавање ботулинског токсина у одабране екстраокуларне мишиће даје извесно симптоматско олакшање у одређеним случајевима, посебно код оних са осцилопсијом услед атаксијског дискоњугованог нистагмуса. Иако  није лек, пролазни терапеутски ефекат ботулинум токсина чини га погодном опцијом за лечење сложених проблема очне покретљивости током периода рехабилитације.

## Прогноза
Прогноза синдрома један и по зависи од основног узрока и лечења, али се понекад може спонтано повући са типичним периодом опоравка од неколико недеља до неколико месеци.